# Henri Manders
Henri Manders (La Haia, 2 de març de 1960) és un ciclista neerlandès, ja retirat, que fou professional entre 1983 i 1992. La seva victòria més important fou una etapa al Tour de França de 1985.

## Palmarès
- 1982
  - 1r a la Volta a Grècia
- 1985
  - 1r al Circuit des frontières
  - 1r al Premi de Deurne
  - Vencedor d'una etapa al Tour de França
- 1987
  - 1r al Premi de Heusden
  - Vencedor d'una etapa del Sun Tour
- 1989
  - 1r al Premi d'Aalsmeer
  - Vencedor d'una etapa del Sun Tour

### Resultats al Tour de França
- 1983. 81è de la classificació general
- 1984. 107è de la classificació general
- 1985. 91è de la classificació general. Vencedor d'una etapa
- 1989. 104è de la classificació general
- 1990. 113è de la classificació general
- 1991. 144è de la classificació general
- 1992. 129è de la classificació general

### Resultats a la Volta a Espanya
- 1983. 56è de la classificació general
- 1987. Abandona (19a etapa)